# Maria Anna di Baviera (1805-1877)
Maria Anna di Baviera (in tedesco Maria Anna Leopoldine Elisabeth Wilhelmine von Bayern; Monaco di Baviera, 27 gennaio 1805 – Wachwitz, 13 settembre 1877) nata principessa di Baviera, divenne regina di Sassonia dal 1836 al 1854 come consorte di Federico Augusto II di Sassonia (1797-1854).

## Biografia

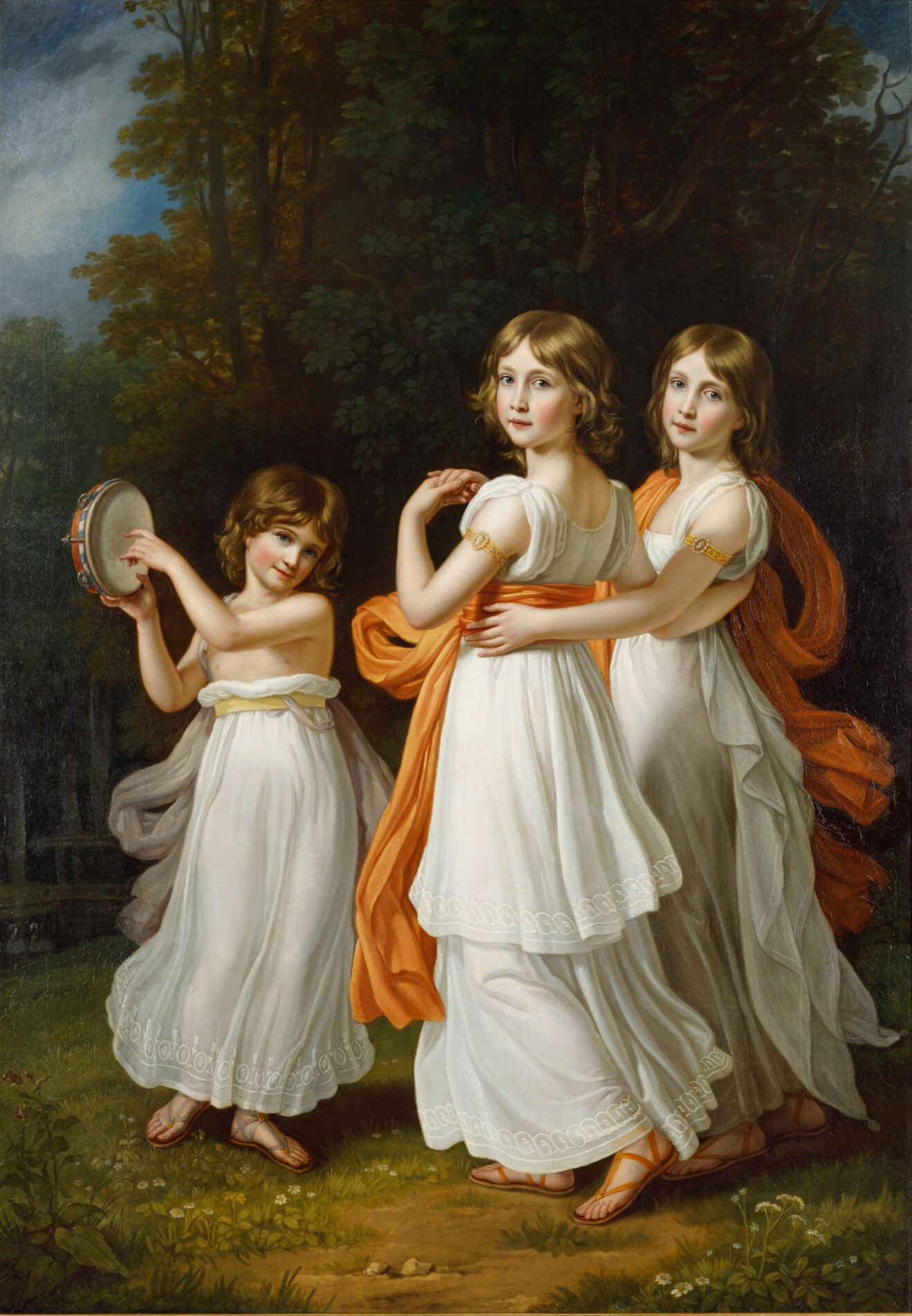
Maria Anna in un ritratto insieme alle sue sorelle Ludovica e la sua gemella Sofia.

Maria Anna era figlia del re Massimiliano I di Baviera (1756-1825) e della sua seconda moglie Carolina di Baden (1776-1841).

Aveva una sorella gemella, Sofia Federica, divenuta arciduchessa d'Austria come consorte di Francesco Carlo d'Asburgo-Lorena.
Il 24 aprile del 1833, a Dresda, Maria sposò il principe ereditario di Sassonia Federico Augusto, figlio del principe Massimiliano di Sassonia e di Carolina di Borbone-Parma. La coppia ebbe un'unica figlia, la principessa Maria Amalia, nata il 12 aprile 1834 e morta il 17 maggio dello stesso anno.
Nel 1836 Federico Augusto e Maria Anna divennero sovrani di Sassonia e lo furono fino al 1854, anno di morte di Federico. Gli succedette il fratello minore Giovanni di Sassonia (1801-1873) che, nel 1822, aveva sposato Amalia Augusta di Baviera (1801-1877), sorella maggiore di Maria Anna.
È conosciuta come corrispondente  della scrittrice Ida von Hahn-Hahn.

### Morte
Maria Anna di Baviera morì a Wachwitz, presso Dresda, all età di 72 anni.

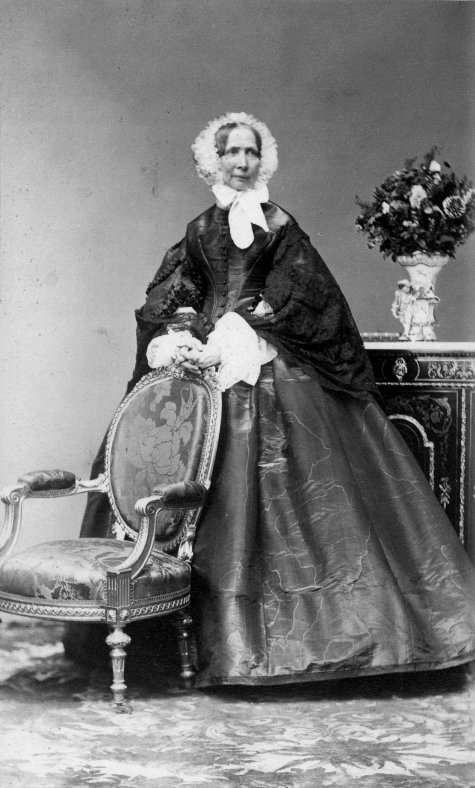
Maria Anna di Baviera foto del (1850)

## Ascendenza
|                                            |                         |                                                 | Genitori                                     |  |  | Nonni |  |  | Bisnonni                                 |  |  | Trisnonni                                          |  |
|                                            |                         |                                                 |                                              |  |  |       |  |  | Cristiano III del Palatinato-Zweibrücken |  |  | Cristiano II del Palatinato-Zweibrücken-Birkenfeld |  |
|                                            |                         |                                                 |                                              |  |  |       |  |  | Cristiano III del Palatinato-Zweibrücken |  |  | Cristiano II del Palatinato-Zweibrücken-Birkenfeld |  |
|                                            |                         | Caterina Agata di Rappoltstein                  |                                              |  |  |       |  |  | Cristiano III del Palatinato-Zweibrücken |  |  |                                                    |  |
| Federico Michele di Zweibrücken-Birkenfeld |                         |                                                 |                                              |  |  |       |  |  | Cristiano III del Palatinato-Zweibrücken |  |  |                                                    |  |
|                                            |                         | Carolina di Nassau-Saarbrücken                  | Luigi Cratone di Nassau-Saarbrücken          |  |  |       |  |  |                                          |  |  |                                                    |  |
|                                            |                         | Carolina di Nassau-Saarbrücken                  | Luigi Cratone di Nassau-Saarbrücken          |  |  |       |  |  |                                          |  |  |                                                    |  |
|                                            |                         | Carolina di Nassau-Saarbrücken                  | Enrichetta Filippina di Hohenlohe-Langenburg |  |  |       |  |  |                                          |  |  |                                                    |  |
| Massimiliano I Giuseppe di Baviera         |                         | Carolina di Nassau-Saarbrücken                  |                                              |  |  |       |  |  |                                          |  |  |                                                    |  |
|                                            |                         | Giuseppe Carlo del Palatinato-Sulzbach          | Teodoro Eustachio del Palatinato-Sulzbach    |  |  |       |  |  |                                          |  |  |                                                    |  |
|                                            |                         | Giuseppe Carlo del Palatinato-Sulzbach          | Teodoro Eustachio del Palatinato-Sulzbach    |  |  |       |  |  |                                          |  |  |                                                    |  |
|                                            |                         | Giuseppe Carlo del Palatinato-Sulzbach          | Maria Eleonora d'Assia-Rotenburg             |  |  |       |  |  |                                          |  |  |                                                    |  |
| Maria Francesca del Palatinato-Sulzbach    |                         | Giuseppe Carlo del Palatinato-Sulzbach          |                                              |  |  |       |  |  |                                          |  |  |                                                    |  |
|                                            |                         | Elisabetta Augusta Sofia del Palatinato-Neuburg | Carlo III Filippo del Palatinato             |  |  |       |  |  |                                          |  |  |                                                    |  |
|                                            |                         | Elisabetta Augusta Sofia del Palatinato-Neuburg | Carlo III Filippo del Palatinato             |  |  |       |  |  |                                          |  |  |                                                    |  |
|                                            |                         | Elisabetta Augusta Sofia del Palatinato-Neuburg | Ludwika Karolina Radziwiłł                   |  |  |       |  |  |                                          |  |  |                                                    |  |
| Maria Anna di Baviera                      |                         | Elisabetta Augusta Sofia del Palatinato-Neuburg |                                              |  |  |       |  |  |                                          |  |  |                                                    |  |
|                                            | Carlo Federico di Baden | Federico di Baden-Durlach                       |                                              |  |  |       |  |  |                                          |  |  |                                                    |  |
|                                            | Carlo Federico di Baden | Federico di Baden-Durlach                       |                                              |  |  |       |  |  |                                          |  |  |                                                    |  |
|                                            | Carlo Federico di Baden | Amalia di Nassau-Dietz                          |                                              |  |  |       |  |  |                                          |  |  |                                                    |  |
| Carlo Luigi di Baden                       | Carlo Federico di Baden |                                                 |                                              |  |  |       |  |  |                                          |  |  |                                                    |  |
|                                            |                         | Carolina Luisa d'Assia-Darmstadt                | Luigi VIII d'Assia-Darmstadt                 |  |  |       |  |  |                                          |  |  |                                                    |  |
|                                            |                         | Carolina Luisa d'Assia-Darmstadt                | Luigi VIII d'Assia-Darmstadt                 |  |  |       |  |  |                                          |  |  |                                                    |  |
|                                            |                         | Carolina Luisa d'Assia-Darmstadt                | Carlotta di Hanau-Lichtenberg                |  |  |       |  |  |                                          |  |  |                                                    |  |
| Carolina di Baden                          |                         | Carolina Luisa d'Assia-Darmstadt                |                                              |  |  |       |  |  |                                          |  |  |                                                    |  |
|                                            |                         | Luigi IX d'Assia-Darmstadt                      | Luigi VIII d'Assia-Darmstadt                 |  |  |       |  |  |                                          |  |  |                                                    |  |
|                                            |                         | Luigi IX d'Assia-Darmstadt                      | Luigi VIII d'Assia-Darmstadt                 |  |  |       |  |  |                                          |  |  |                                                    |  |
|                                            |                         | Luigi IX d'Assia-Darmstadt                      | Carlotta di Hanau-Lichtenberg                |  |  |       |  |  |                                          |  |  |                                                    |  |
| Amalia d'Assia-Darmstadt                   |                         | Luigi IX d'Assia-Darmstadt                      |                                              |  |  |       |  |  |                                          |  |  |                                                    |  |
|                                            |                         | Carolina del Palatinato-Zweibrücken-Birkenfeld  | Cristiano III del Palatinato-Zweibrücken     |  |  |       |  |  |                                          |  |  |                                                    |  |
|                                            |                         | Carolina del Palatinato-Zweibrücken-Birkenfeld  | Cristiano III del Palatinato-Zweibrücken     |  |  |       |  |  |                                          |  |  |                                                    |  |
|                                            |                         | Carolina del Palatinato-Zweibrücken-Birkenfeld  | Carolina di Nassau-Saarbrücken               |  |  |       |  |  |                                          |  |  |                                                    |  |
|                                            |                         | Carolina del Palatinato-Zweibrücken-Birkenfeld  |                                              |  |  |       |  |  |                                          |  |  |                                                    |  |